# Dypsis simianensis
Dypsis simianensis – gatunek palmy z rzędu arekowców (Arecales). Występuje endemicznie na Madagaskarze, w prowincjach Fianarantsoa oraz Toamasina. Można go spotkać między innymi w parkach narodowych Mananara Nord i Zahamena, czy w rezerwacie specjalnym Manombo.
Rośnie w bioklimacie wilgotnym. Występuje na wysokości do 1000 m n.p.m.